# Robin Blencoe
Pour les articles homonymes, voir Blencoe.
Robin Kyle Blencoe (né le 12 novembre 1947) est un homme politique canadien de la Colombie-Britannique. Il est député provincial néo-démocrate de la circonscription britanno-colombienne de Victoria de 1983 à 1991 et de Victoria-Hillside de 1991 à 1996.
Il est ministre des Affaires municipales, des Loisirs et du Logement (1991-1993), ministre des Services gouvernementaux (1993-1995) et ministre responsable du Sports et des Jeux du Commonwealth (1993-1995) dans le gouvernement du premier ministre Michael Harcourt.
Blencoe est exclus du cabinet après une série de plaintes d'inconduites sexuelles menant à la cause Blencoe v British Columbia (Human Rights Commission) (en). La cause sera entendue par la Cour suprême du Canada qui rend une décision en vertu de la Article 7 de la Charte canadienne des droits et libertés.
En raison des délais dans le déroulement des procédures judiciaires, la cause n'est pas entendue avant une trentaine de mois après le dépôt de la première plainte en 1995. La couverture médiatique sur l'affaire contribue à détruire la carrière, la famille et la santé psychologique de Blencoe. Néanmoins, la cour rejette la demande de Blencoe qui argue que les délais justifient une suspension des plaintes. Suivant cette décision, la British Columbia Human Rights Tribunal étudie la plainte d'inconduite sexuelle et conclut que Blencoe avait agi de façon à nuire au travail de l'employée et sera condamné à verser une somme de 5 000 $ à la plaignante.